# Hinrich Möller (Politiker, 1891)
Hinrich Möller (* 13. September 1891 in Beldorf; † 8. Februar 1960) war ein deutscher Politiker (CDU).
Hinrich Möller war von Beruf Landwirt. Er gehörte 1946 und 1947 dem ersten und zweiten ernannten Landtag von Schleswig-Holstein an.